# Zofia Merle
Zofia Merle (30 tháng 3 năm 1938 – 13 tháng 12 năm 2023) là một diễn viên người Ba Lan. Bà tham gia diễn xuất trong hơn 75 phim điện ảnh và phim truyền hình. Zofia Merle đóng vai chính trong bộ phim hài What Will You Do When You Catch Me? công chiếu năm 1978.

## Thành tích nghệ thuật
- 1961: Komedianty
- 1962: Jadą goście, jadą" trong vai Maryna
- 1964: Agnieszka 46 trong vai Pela
- 1965: Katastrofa trong vai Zofia
- 1966: The Codes trong vai Wacka
- 1969: Rzeczpospolita babska trong vai Irena Molenda
- 1973: The Peasants trong vai Magda Kozlowa
- 1975: Nights and Days trong vai Maria Kałużna
- 1978: What Will You Do When You Catch Me?
- 1981: Teddy Bear
- 1985: Memoirs of a Sinner trong vai Vợ của Weaver
- 1988: The Tribulations of Balthazar Kober trong vai Matron
- 1990: Eminent Domain
- 1991: Controlled Conversations trong vai Maria Wafel
- 1993: Auf Wiedersehen Amerika trong vai Genowefa
- 2001: Cats & Dogs trong vai Sophie (lồng tiếng Ba Lan)
- 2002: Chopin: Desire for Love trong vai Đầu bếp Zuzanna
- 2002: Day of the Wacko
- 2006: We're All Christs
- 2007: Ryś trong vai Maria Wafel

## Phim truyền hình
- 1964: Barbara and Jan
- 1976: 07 Come In
- 1983: Alternatywy 4
- 1998-2013: Klan trong vai Stefania Wróbel-Malec
- 1999-2003: Na dobre i na złe
- 2000: Świat według Kiepskich (tập 42)
- 2008-2009: Tylko miłość
- 2009: Niania